# 伯姆盧島

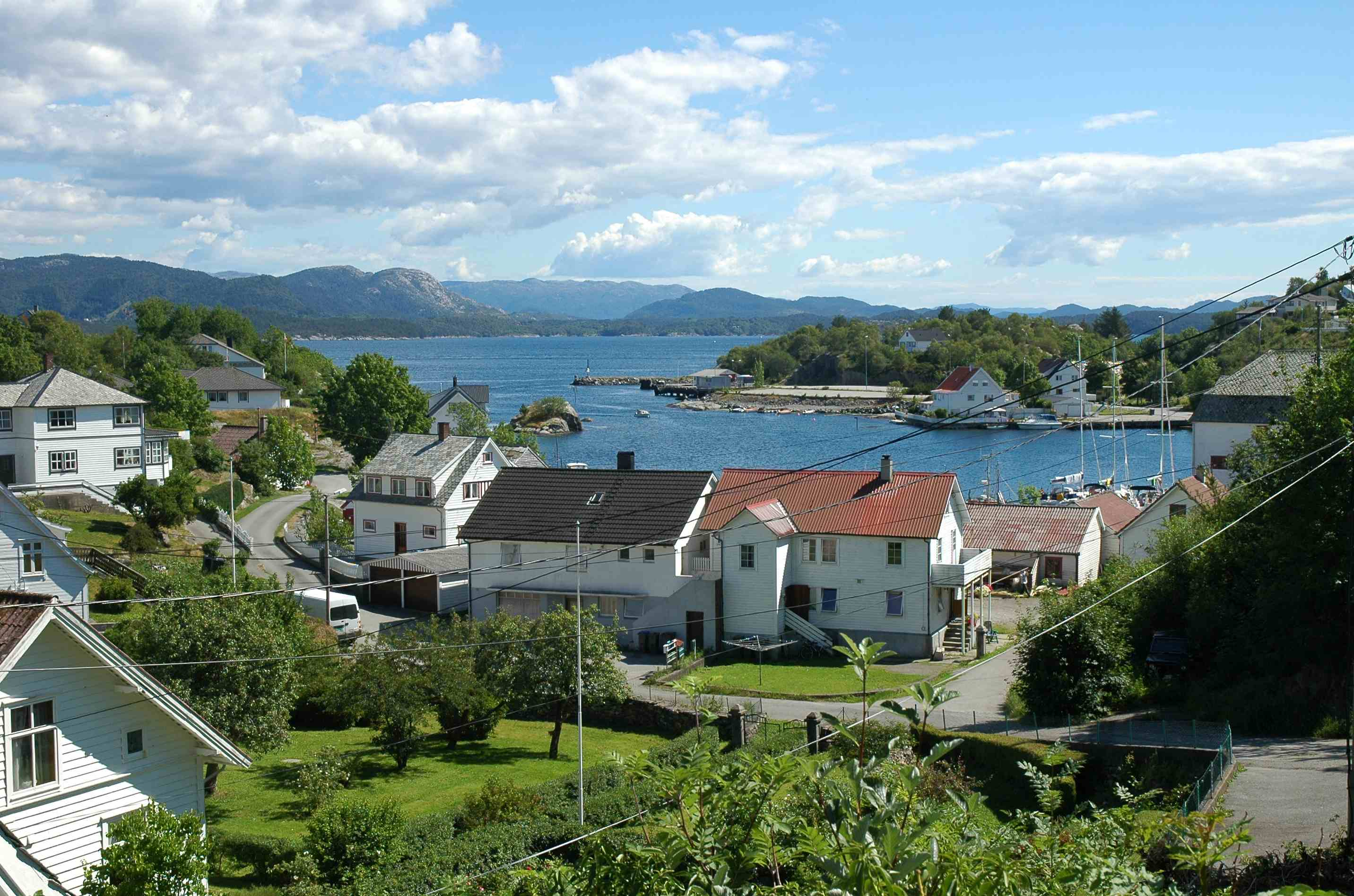

伯姆盧島（挪威語：Bømlo）是挪威的島嶼，位於該國西南部卑爾根西南面海域，由霍達蘭郡負責管轄，南部的土地較北部肥沃，面積171平方公里，最高點海拔高度474米。